# Ophrion major
Ophrion major là một loài ruồi trong họ Tachinidae.